# (17265) Debennett
(17265) Debennett (2000 JP83) – planetoida z grupy pasa głównego asteroid okrążająca Słońce w ciągu 3,48 lat w średniej odległości 2,3 j.a. Odkryta 6 maja 2000 roku.